# 羅克韋斯特 (阿拉巴馬州)
羅克韋斯特（英語：Rockwest）是位於美國阿拉巴馬州威爾科克斯縣的一個非建制地區。該地的面積和人口皆未知。

## 地理
羅克韋斯特的座標為31°59′59″N 87°22′23″W / 31.99972°N 87.37306°W，而該地的平均海拔高度為39米（即128英尺）。